# HC Bat Yam
Le HC Bat Yam est un club professionnel israélien de hockey sur glace basé à Bat Yam. Il évolue en Championnat d'Israël de hockey sur glace.

## Historique

### Palmarès
- Championnat d'Israël de hockey sur glace
  - Champion (6) : 1995, 2016, 2018, 2019, 2024, 2025